# Rasa de l'Hostal
La Rasa de l'Hostal és un torrent afluent per l'esquerra de la Rasa de Cària que neix a poc més de 500 m al nord-oest de l'Hostal del Geli. De direcció predominant cap al nord, discorre per la Clotada de l'Hostal, deixant a la riba esquerra la masia de Moroia, fent tot el seu curs pel terme municipal de Pinell de Solsonès

## Xarxa hidrogràfica
La seva xarxa hidrogràfica, que també transcorre íntegrament pel terme municipal de Pinell de Solsonès, està constituïda per dos cursos fluvials la longitud total dels quals suma 1.577 m.